# 龍雲寺 (浜松市)
龍雲寺（りょううんじ）は、静岡県浜松市中央区入野町にある臨済宗妙心寺派の寺院。山号は西湖山。本尊は阿弥陀如来。開山は春屋妙葩、開基は木寺宮康仁親王。
学校法人常葉学園創立者は同寺の出身であり、現在の住職は創立者のひ孫にあたる。ただし、学園と寺は直接的な関係はない。
庭園は、第一世650年遠忌に合わせて北山安夫により整備され、無量寿庭・清浄庭が造園された。また、書家金澤翔子による「世界一大きい般若心経」が平成29年に奉納されており、毎年展覧会が開催されている。

## 歴史

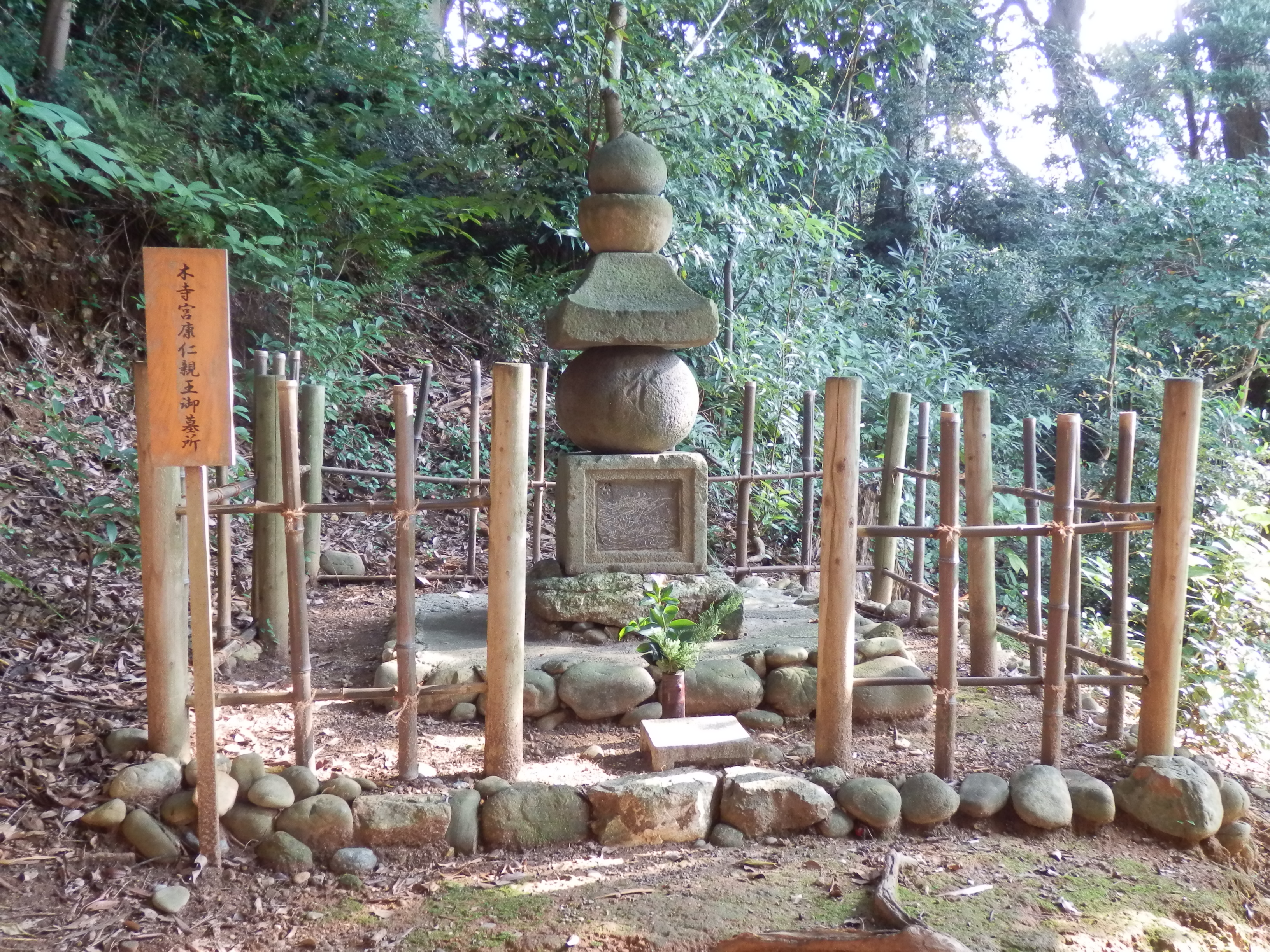
伝・木寺宮康仁親王墓

伝承では、南北朝時代に木寺宮康仁親王が京から下向し、現在の龍雲寺東墓地付近に居を構えたとされる。ただし、親王が京都で没したことが『園太暦』に記されているため、伝説とされている。
元禄年間に再興され、現在の本堂はその当時のもの。1946年には出身者である木宮泰彦が常葉学園を設立した。平成25年には庭園の整備が行われた。

## 龍雲寺禅堂
2022年、境内に宿泊型の修行施設「龍雲寺禅堂」が開設された。  
一日一食の精進料理と坐禅・法話を組み合わせた静養体験が行われ、新聞やウェブメディアでも取り上げられている。

## 文化財
- 木造阿弥陀如来坐像 - 浜松市指定有形文化財[3]